# Pahuayo
Pahuayo är en ort i Mexiko.   Den ligger i kommunen Tamazunchale och delstaten San Luis Potosí, i den sydöstra delen av landet, 200 km norr om huvudstaden Mexico City. Pahuayo ligger 587 meter över havet och antalet invånare är 436.
Terrängen runt Pahuayo är kuperad österut, men västerut är den bergig. Runt Pahuayo är det ganska tätbefolkat, med 60 invånare per kvadratkilometer. Närmaste större samhälle är Tamazunchale, 11,9 km nordost om Pahuayo. I omgivningarna runt Pahuayo växer i huvudsak städsegrön lövskog.